# Mannersdorf an der Rabnitz
Mannersdorf an der Rabnitz è un comune austriaco di 1 809 abitanti nel distretto di Oberpullendorf, in Burgenland.